# Arroyo Jartín
El arroyo Jartín es un curso de agua del interior de la península ibérica, afluente del Tajo. Discurre por la provincia de Cáceres.

## Curso
El río, que discurre por la provincia española de Cáceres, nace de unas sierras situadas en las inmediaciones de Villa del Rey. En su curso, recoge aguas de otros arroyos, como Miras y Maimon, y acaba desembocando en el río Tajo. Aparece descrito en el noveno volumen del Diccionario geográfico-estadístico-histórico de España y sus posesiones de Ultramar de Pascual Madoz con las siguientes palabras:

JARTIN: arroyo en la prov. de Cáceres, part. jud. y térm. de Alcántara: nace en unas pequeñas sierras á la der. y cerca de la Villa del Rey, uniéndosele en su origen las aguas de una charca, que está á 1/2 leg. de las citadas sierras; despues los arroyos Miras y Maimon, y desagua en el Tajo: tiene un puentecillo al S. y á 1/2 leg. de Alcántara que solo sirve en las crecidas: á sus márg. é igual dist. hay una huerta de hortaliza de las mas fértiles: sus aguas limpias y corrientes en el invierno dejan de serlo en el estio.
(Madoz, 1847, p. 597)

Este río alberga desde 1946 el embalse de Alcántara I, un pequeño embalse cuya función es el abastecimiento de agua. No debe confundirse con el más conocido embalse de Alcántara (oficialmente "Alcántara II"), construido dos décadas más tarde en el Tajo con función hidroeléctrica.